# Nockebyhus

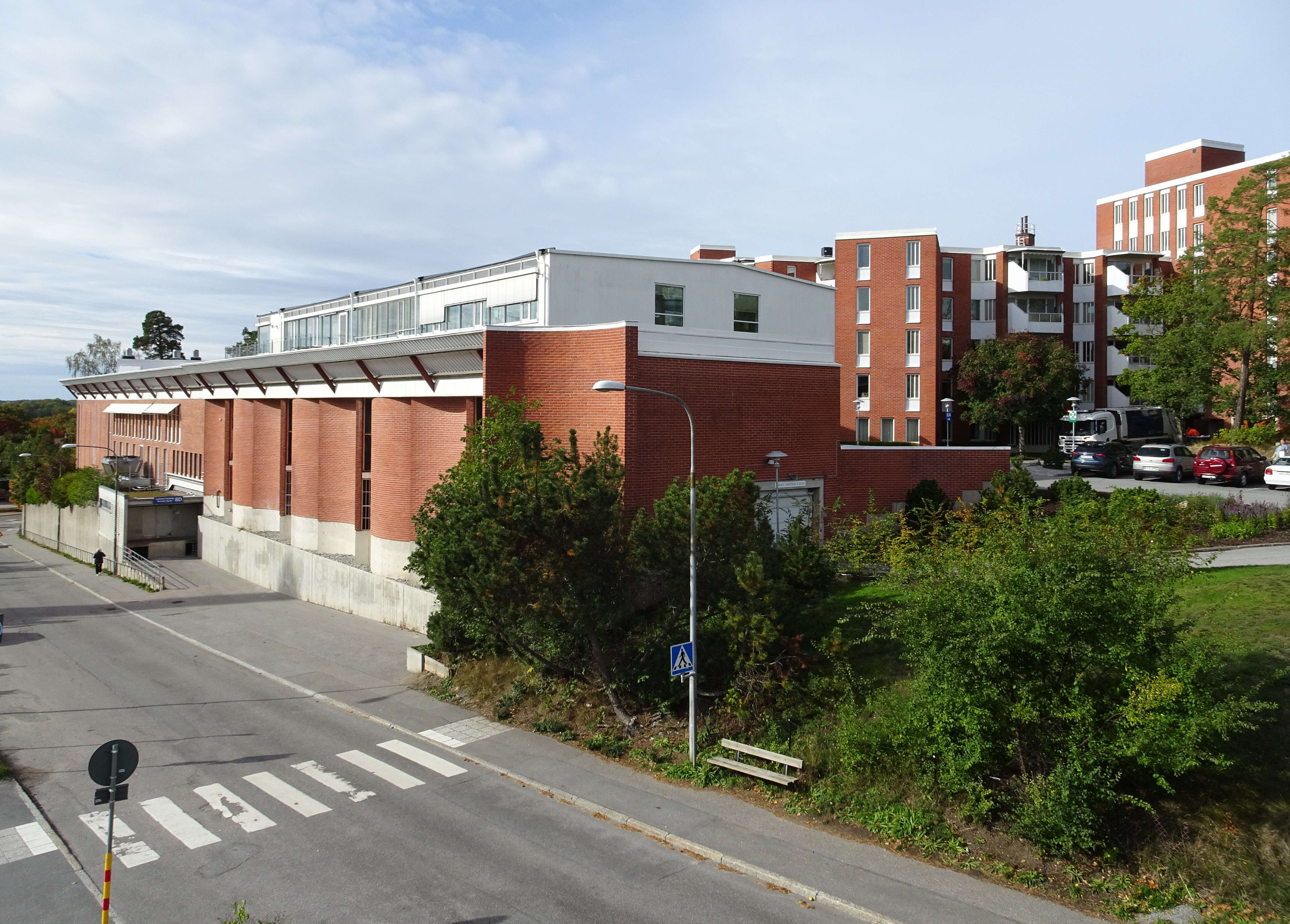
Nockebyhus i Nockebyhov, 2018. Administrationsbyggnaden med "böljande" tegelfasad mot Nockebybron.

Nockebyhus är ett seniorboende, ett 55-plusboende för seniorer, som drivs av Stiftelsen Sällskapet Vänner till Pauvres Honteux, SVPH, i kvarteret Ceremonien vid Nockeby Backe 8 A-C i stadsdelen Nockebyhov i Bromma, Stockholms kommun. Nockebyhus i Bromma invigdes 1977 och består av tre fastigheter som sammanbinds med korridorer. Här finns totalt 232 hyreslägenheter, huvudsakligen två- eller trerumslägenheter avsedda för två personer. Nockebyhus uppfördes efter ritningar av arkitektparet Sven Backström och Leif Reinius på arkitektkontoret Backström & Reinius Arkitekter AB. Sven Backström var inspirerad från sin utbildning i Paris hos Le Corbusier. 
På platsen låg tidigare Timmermansordens ålderdomshem Nya Eriksberg (1913–1973). SVPH förvärvade området 1973 och lät uppföra det nya seniorhemmet Nockebyhus, som således invigdes 1977. Nockebyhus är ett stort komplex som ligger intill Nockebybrons östra brofäste. 
Sällskapet Vänner till Pauvre Honteux, SVPH, har totalt cirka 600 lägenheter av varierande storlek fördelade på tre anläggningar. SVPH driver seniorbostäder i form av hyresrätt i Fredhällshusen i Fredhäll och i Nockebyhem i Nockeby. Nockebyhem, med adress Nockeby Kyrkväg 60, byggdes på 1960-talet och ligger vid 12:ans ändhållplats i Nockeby. På 1970-talet tillkom Nockebyhus, som har 345 lägenheter och ligger på andra sidan Drottningsholmsvägen från Nockebyhus sett. Alla anläggningarna har sin egen hemtjänstorganisation som via biståndsbeslut finansieras av kommunen på normalt sätt. Dessutom finns det en gemensam vårdcentral för anläggningarna samt ett eget vård- och omsorgsboende, Nockebyhöjden. Nockebyhöjdens vård- och omsorgsboende, med adress Backskåran 9, invigdes 1981. Nockebyhöjden är en ideell förening som omfattar ålderdomshem, gruppboende med demensinriktning och sjukhem.
I samma område, norr om Nockebyhus, ligger även Nockeby Familjehotell med adress Gubbkärrsvägen 29, som invigdes 1952 som ett kollektiv under namnet "Familjehotellet Nockebyhov", men som senare har omvandlats till bostadsrätter. Både Nockeby Familjehotell och Nockebyhöjdens vård- och omsorgsboende har ritats av Backström & Reinius.
Båda seniorboendena har blivit blåmärkta av Stadsmuseet i Stockholm, vilket innebär "att bebyggelsen bedöms ha synnerligen höga kulturhistoriska värden".

## Historik, bakgrund

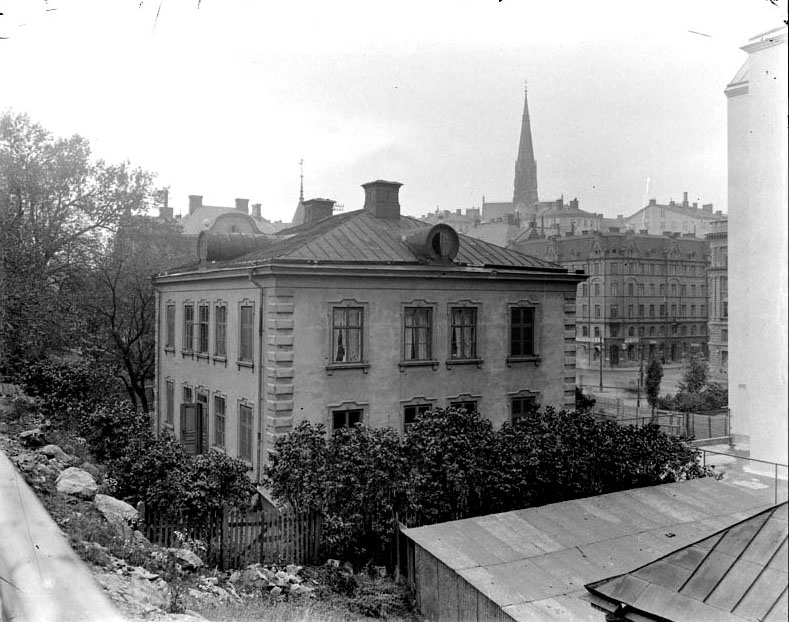
Timmermansordens hospital (ålderdomshem) på Eriksberg. Arkitekt var Carl Nestor Söderberg. I bakgrunden skymtar Birger Jarlsgatan och till höger brandgaveln på kv. Häggen 3.

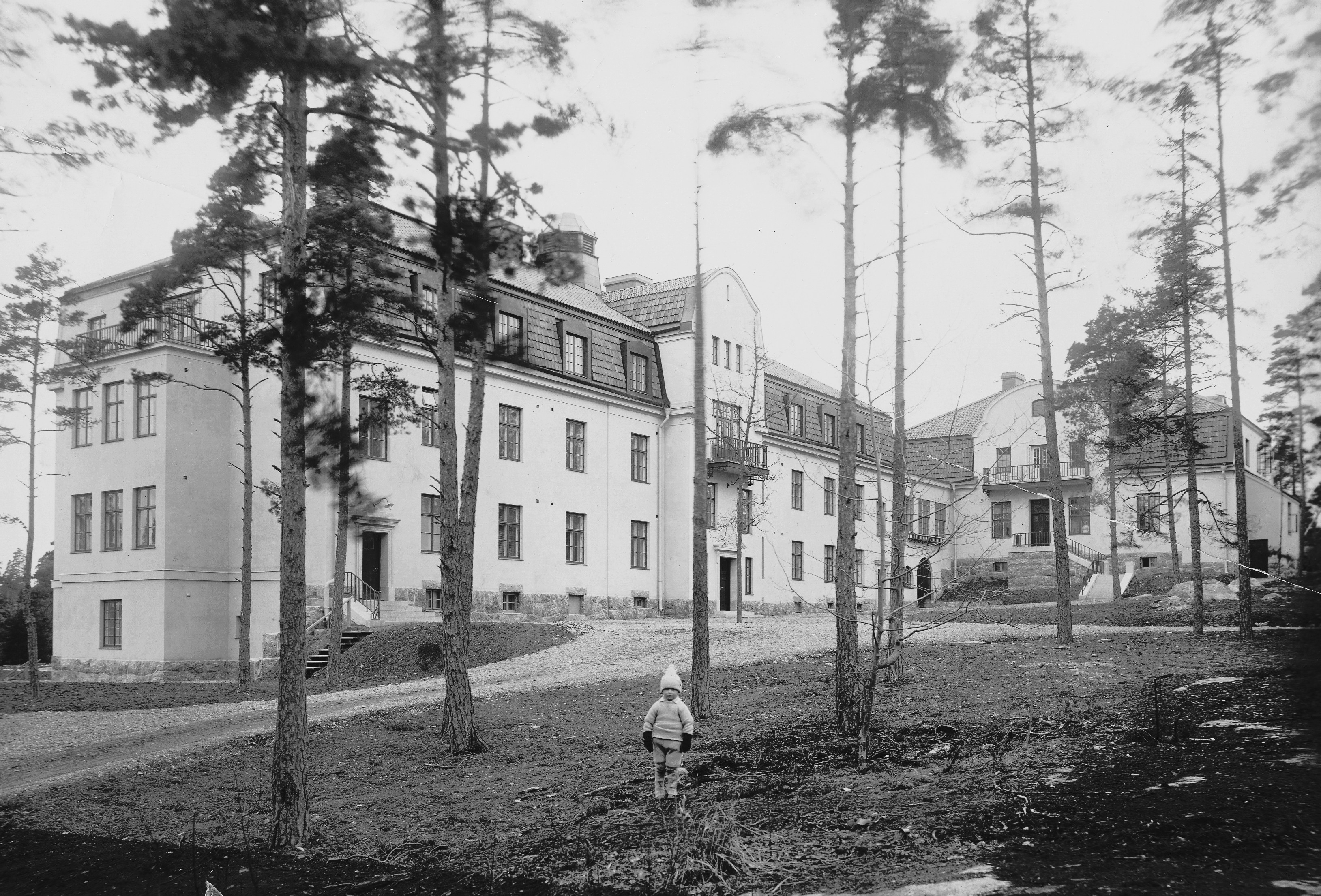
Nya Eriksberg på Nockeby backe i Nockebyhov omkring 1915, byggt 1913, rivet 1974.

Tomten i Nockebyhov ägdes av Timmermansorden, som den fick år 1908 av Stockholms stad som kompensation för en tomt vid Birger Jarlsgatan i Stockholm. Timmermansorden utövade en omfattande social välgörenhet och orden grundade 1796 ett ålderdomshem vid Eriksberg, som är ett område i stadsdelen Östermalm. En ny hospitalsbyggnad byggdes 1879 strax väster om Timmermansordens ordenshus på Eriksberg. Ålderdomshemmet byggdes efter ritningar av Carl Nestor Söderberg. Det byggdes 1879-1880 och innehöll sex rum och tre kök på vardera våning. I samband med Eriksbergs omdanande revs hospitalbyggnaden och orden byggde istället sin nya hospitalbyggnad, Nya Eriksberg, 1913-1914 vid Nockebyhov. Sedan 1960-talet har orden bedrivit hjälpverksamhet enbart genom ekonomiskt stöd.
I samband med uppgörelsen med Stockholms stad 1908 avstod staden till Timmermansorden ett 25 hektar stort markområde för uppförande av en ny hospitalsbyggnad, Nya Eriksberg, i Nockebyhov. Den nya hospitalsbyggnaden skulle bli en ersättning för det ursprungliga hospitalet och stod klar 1914. Det Nya Eriksberg var ett hem med plats för ett 50-tal pensionärer, företrädesvis ordensbröder. Det invigdes 1913 och byggdes om 1928. Marken återsåldes till staden 1935, men hemmet var i bruk till 1966.
År 1973 såldes fastigheten Nya Eriksberg till Sällskapet Vänner till pauvres honteux (SVHP), som förvärvade egendomen 1974 och lät riva Nya Eriksberg samma år, 1974. På platsen uppfördes 1976 istället vårdhemmet Nockebyhus, som är den nuvarande anläggningen för seniorboende i kvarteret Ceremonien. Arkitektuppdraget gick till Backström & Reinius och totalentreprenör var byggnadsfirman Anders Diös. Nockebyhus ingår nu i Ceremoniens servicehus och ålderdomshem. I parken står ett konstverk i brons, Mansfigur och barn, av skulptören Annie Wiberg.

## Bebyggelsen
Nockebyhus ritades av arkitektparet Sven Backström och Leif Reinius. Sven Backström var inspirerad från sin utbildning i Paris hos Le Corbusier.
Bebyggelsen vid Nockebyhus invigdes 1977 och består av flera volymer med oregelbundna planformer som klättrar upp med bergsbranten: tre något snedställda bostadsflyglar med olika höjder (hus A, B och C). De tre fastigheterna, A-, B- och C-huset, binds samman med korridorer. Totalt finns här 228 hyreslägenheter, huvudsakligen i två- eller trerumslägenheter. En lång byggnadskropp för allmänna ändamål ligger längst ner vid Nockebybron / Drottningholmsvägen och utgör en slags bullerskärm för husen ovanför. Här befinner sig  bland annat SVHP:s huvudkontor, administration, garage, hobbylokaler, restaurang och en inomhuspool med bastu, motionshall samt snickarbod och klubbrum. Byggnadskropparna är sammanlänkade med förbindelsegångar. Det finns boulebanor såväl utomhus som inomhus vilket gör det möjligt att träna och spela året runt. För hyresgästerna är de naturliga mötesplatserna huvudentrén med "hushörnan" och det stora sällskapsrummet med öppen spis för mörka vinterkvällar och med bekväma möbler. Sällskapsrummet används också för föredrag och musikunderhållning. Kvällstid visas nya filmer i motionshallen och här kan man spela bordtennis, öva gymnastik och yoga och andra aktiviteter.
Exteriören präglas av rik artikulerade, röda tegelfasader, vita balkongfronter och stora fönster med vita bröstningar. Byggnadslängan vid Drottningholmsvägen accentueras genom sin "böljande" tegelfasad mot gatan. Enligt Stadsmuseet dominerar komplexet landskapet invid Nockebybron, och har "mycket stora stadsbildsmässiga värden". 
Längst i norr med adress Backskåran 9 ligger Nockebyhöjdens vård- och omsorgsboende, som invigdes 2005 och ligger i anslutning till Nockebyhus, även det ritades av Backström & Reinius och uppfördes några år efter Nockebyhus.

## Verksamhet
SVPH hyr ut seniorlägenheter för personer över 55 år som även måste vara registrerade lägenhetskön. Det finns tillgång till vårdcentral, hemtjänst, restaurang, kök och städverksamhet samt till anläggningens talrika sällskapsutrymmen. Nockebyhus är med 345 lägenheter den största av SVPH:s tre anläggningar. Nockebyhöjdens vård- och omsorgsboende inrymmer SVPH:s särskilda boendeformer och här finns plats för 67 personer. På boendet finns fem avdelningar med demensindikering för 47 personer respektive en avdelning för personer med somatiska besvär för 20 personer.

## Bilder

Exteriör
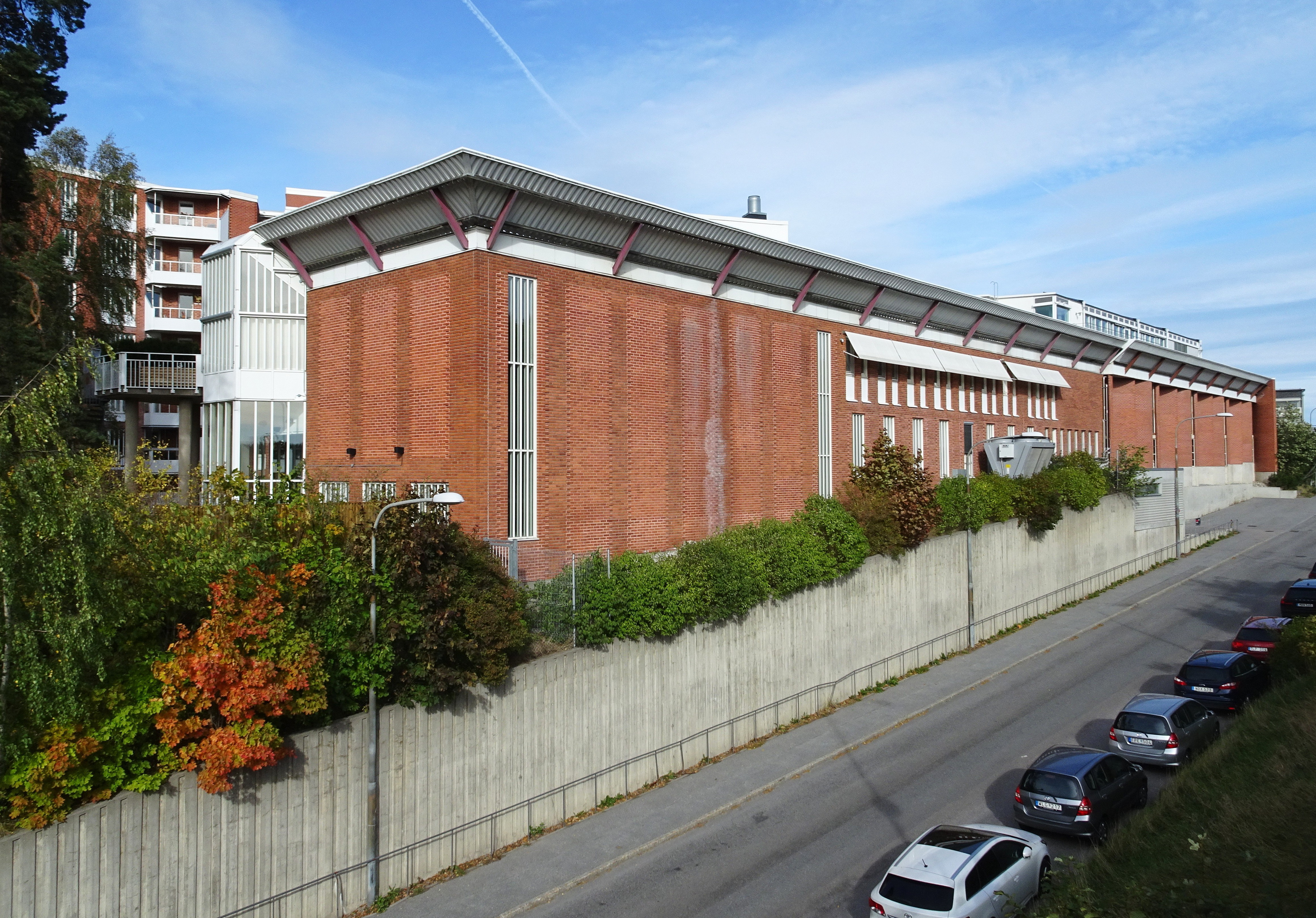
Administrationsbyggnaden
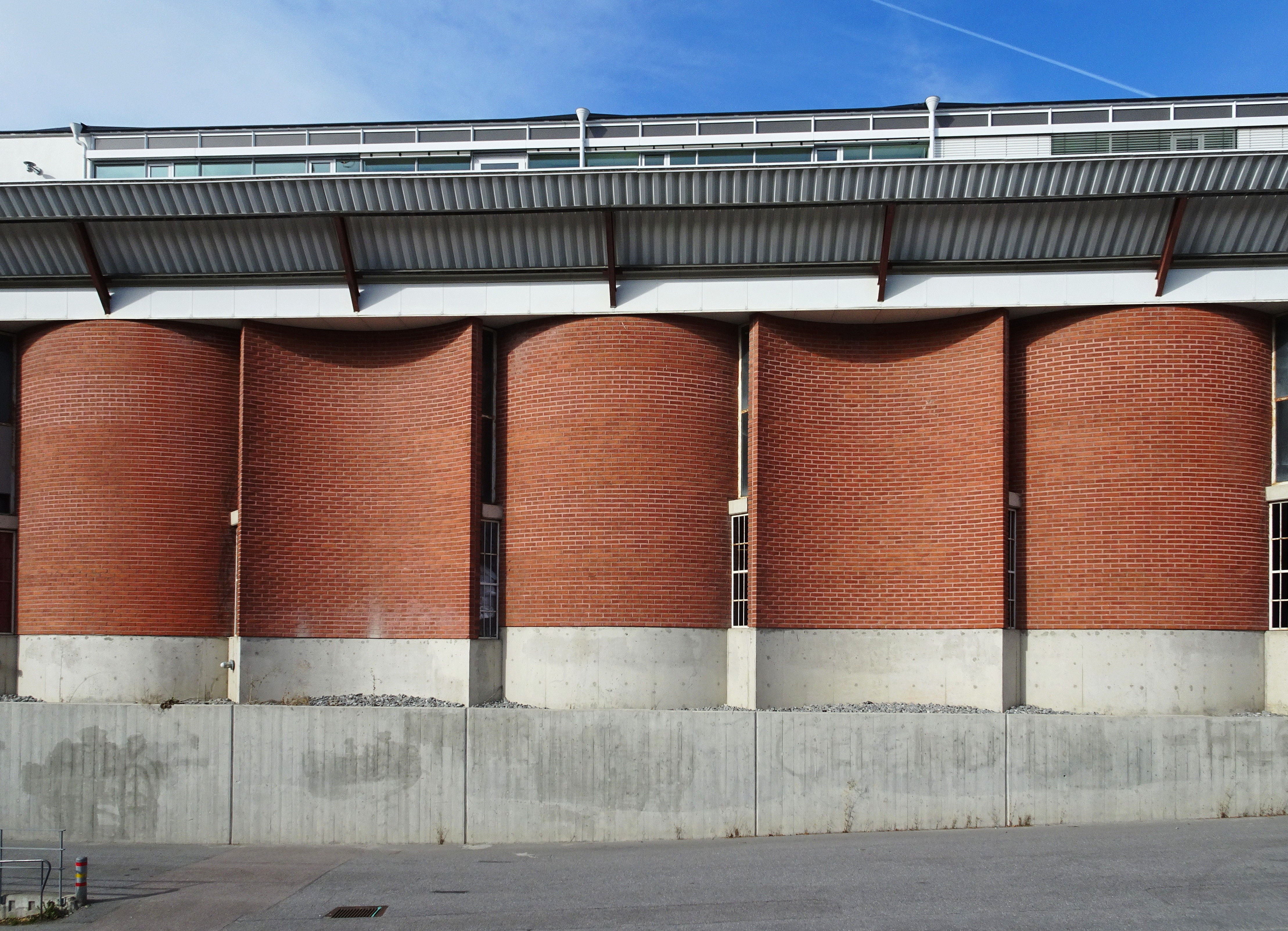
"Böljande" tegelfasad mot Nockebybron
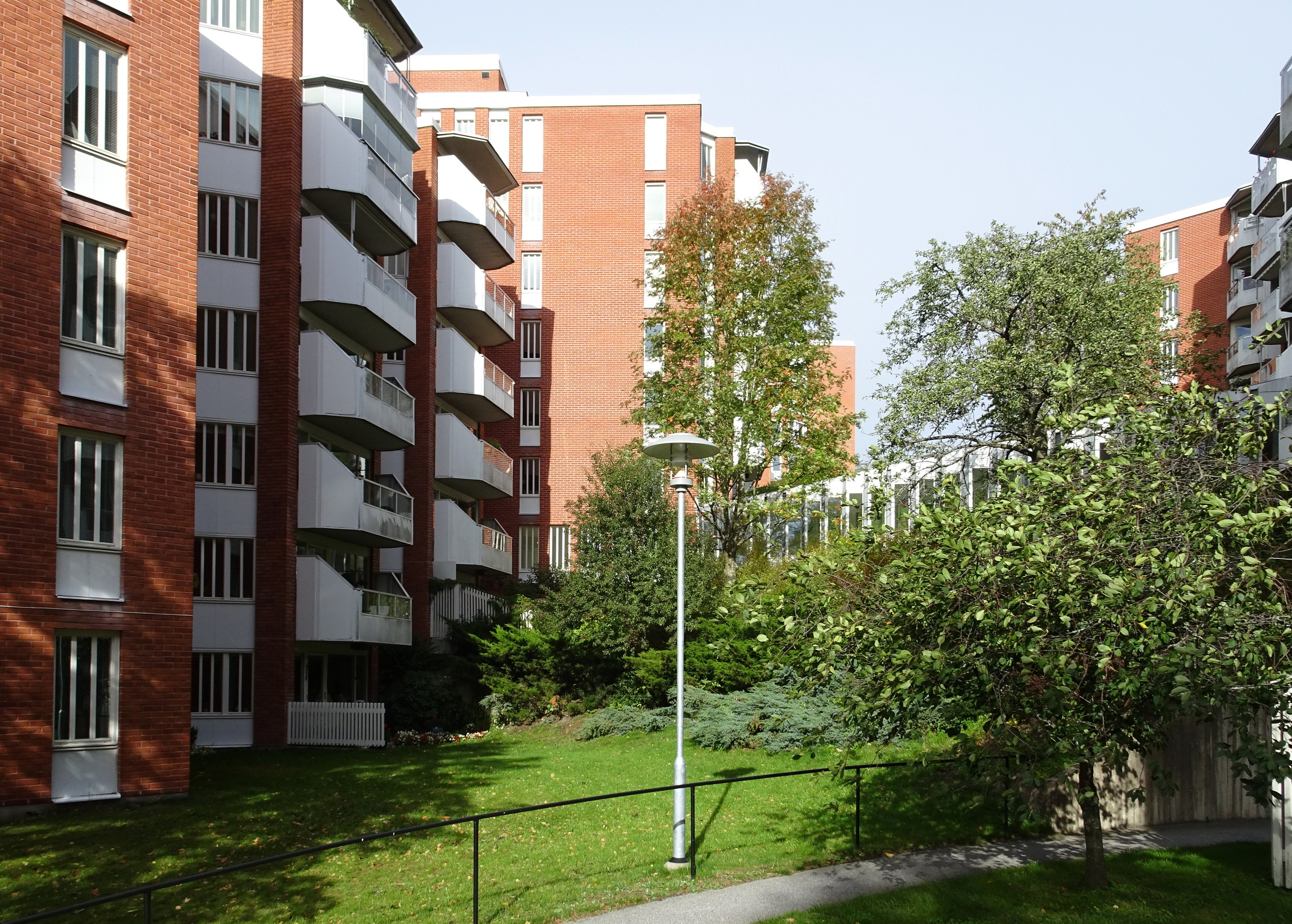
SVPH Nockebyhus
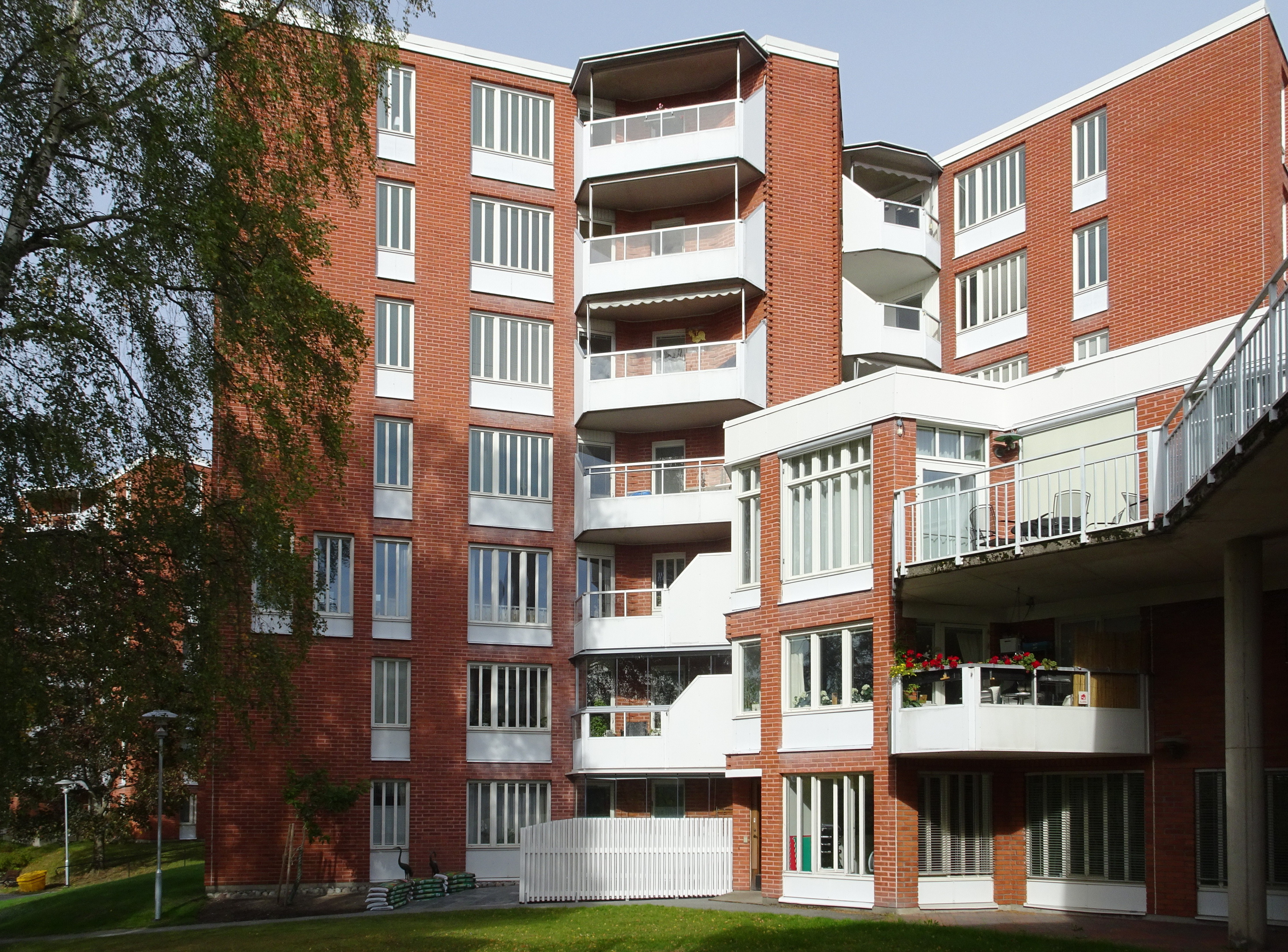
SVPH Nockebyhus
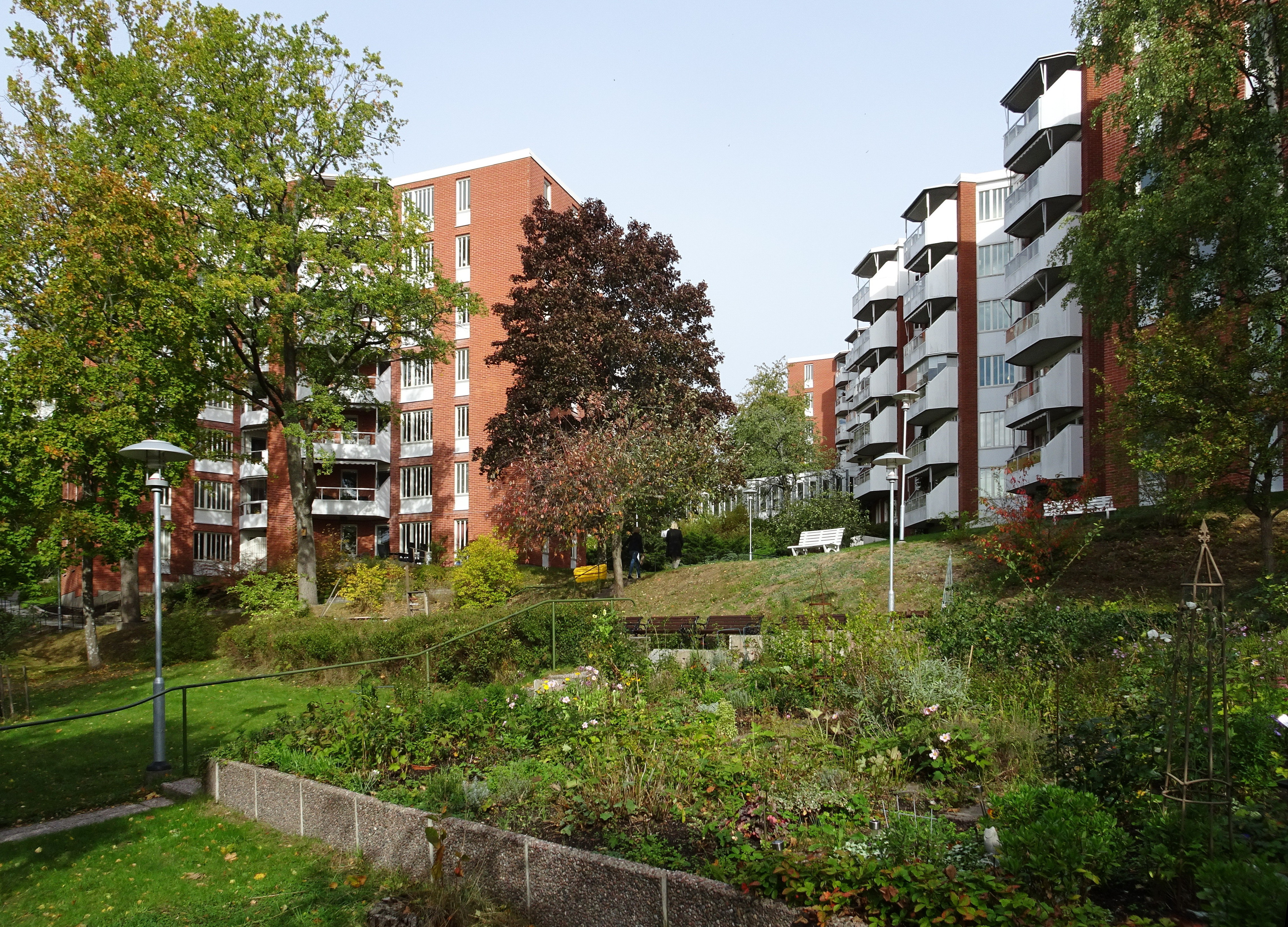
SVPH Nockebyhus
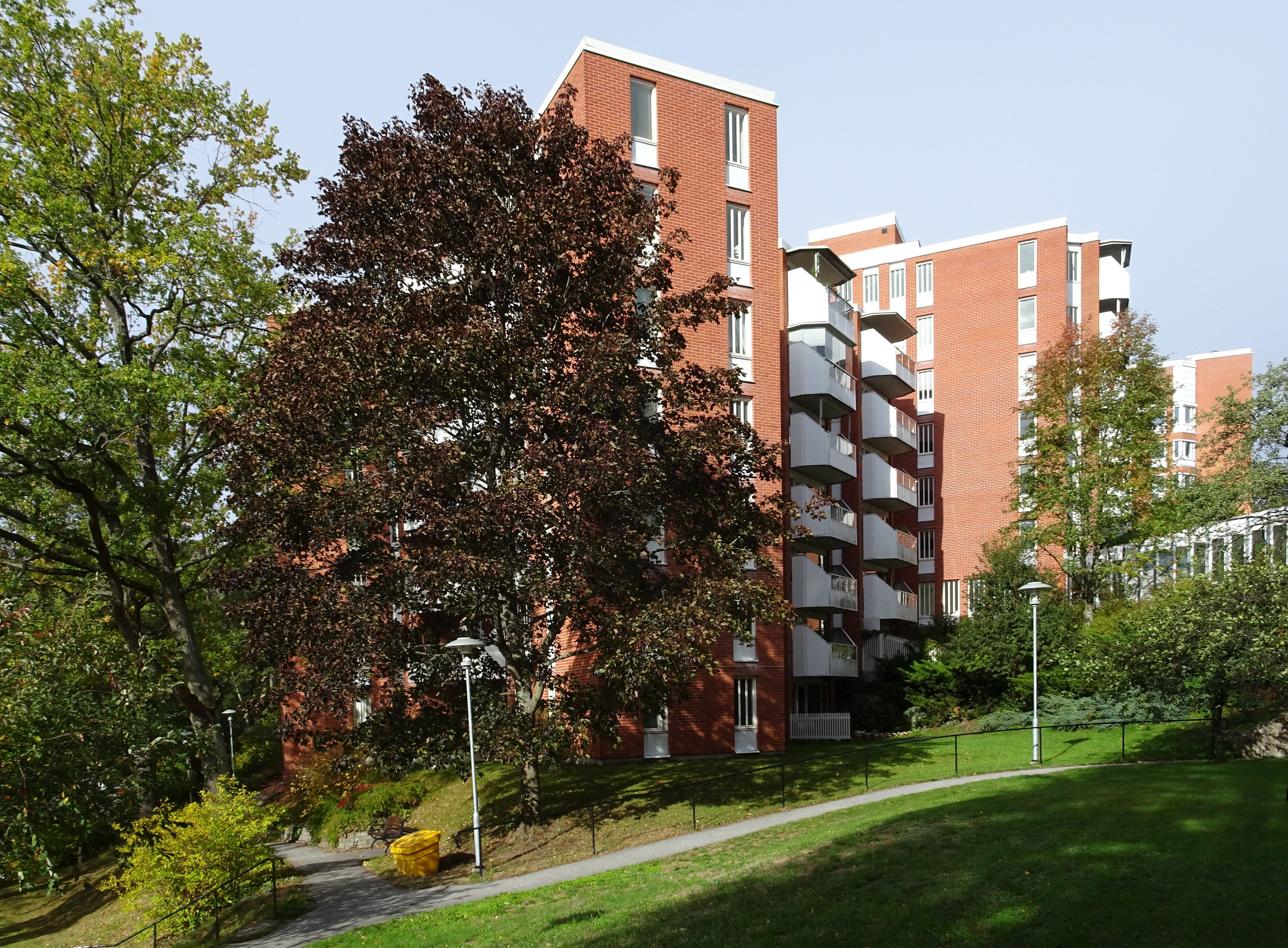
SVPH Nockebyhus
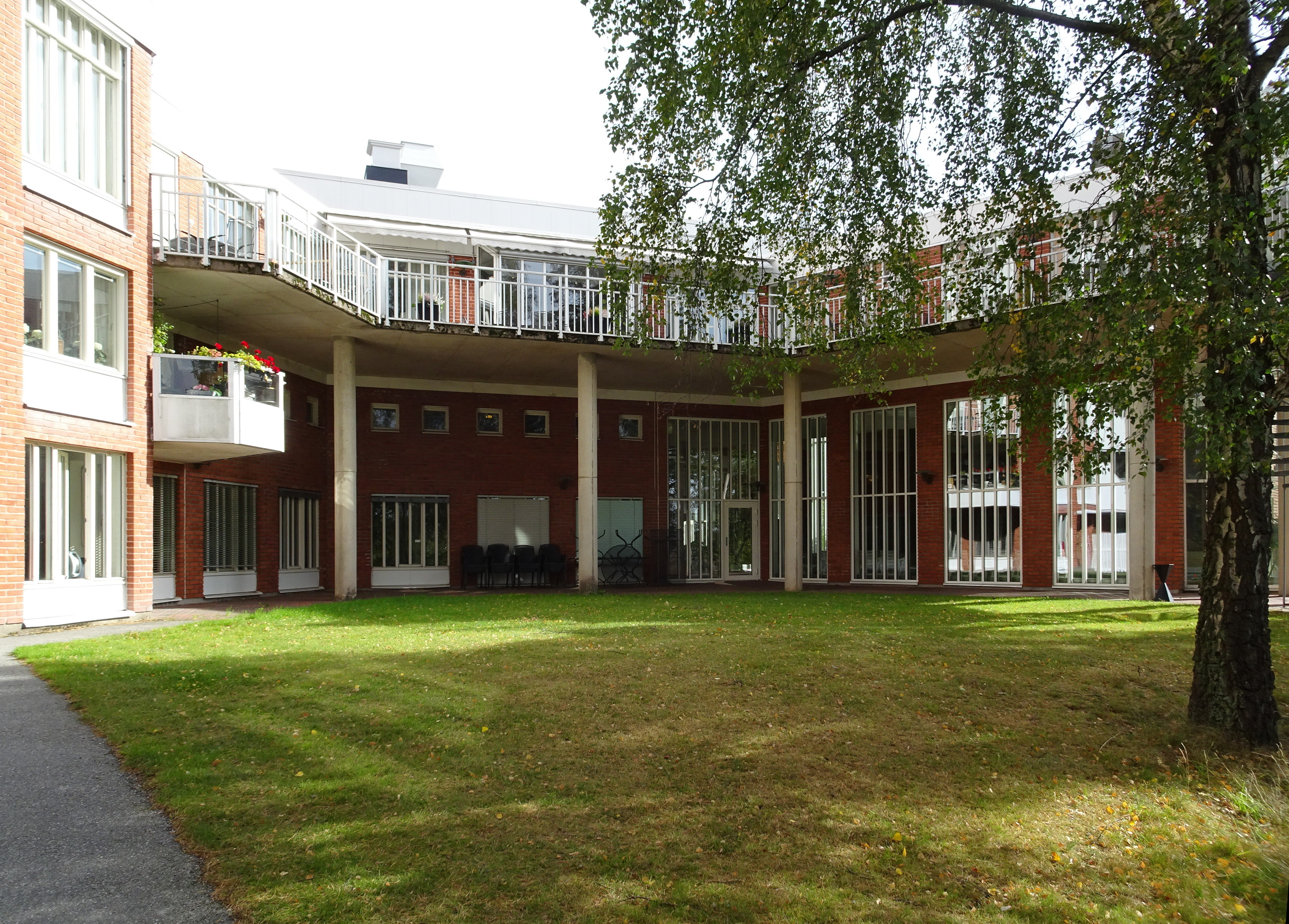
SVPH Nockebyhus
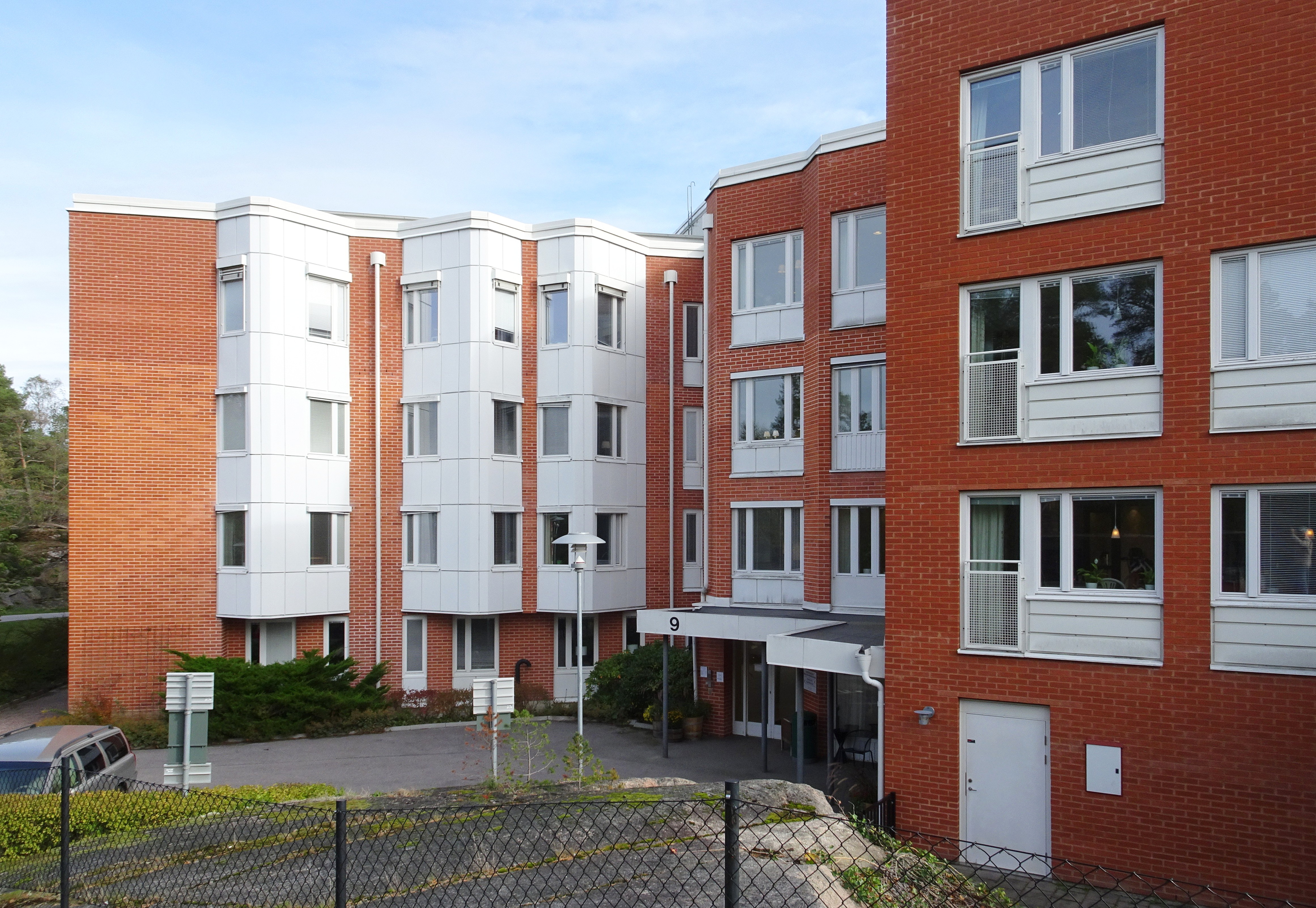
Nockebyhöjdens vård- och omsorgsboende

Interiör
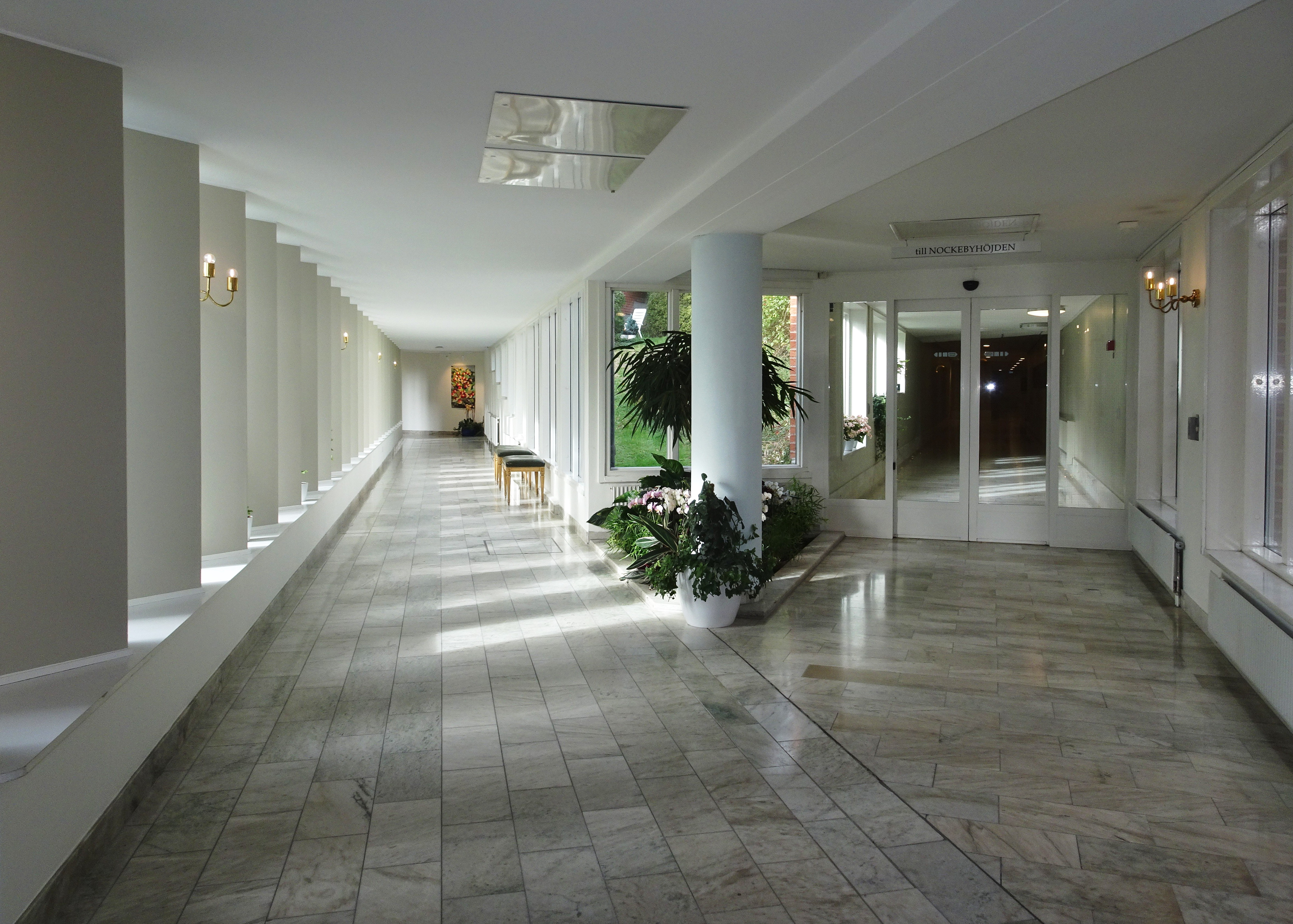
Förbindelsegångar
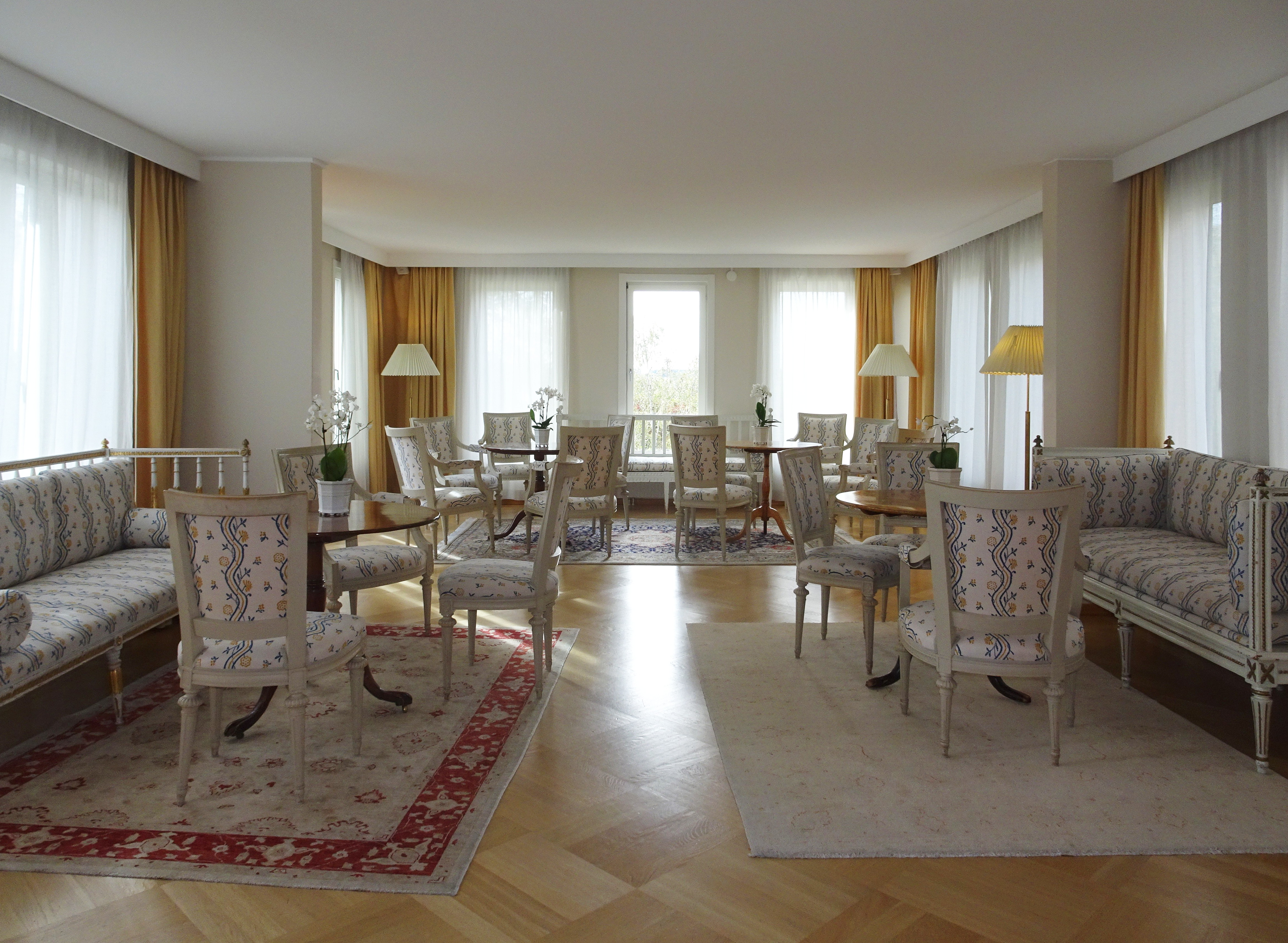
Sällskapsrum
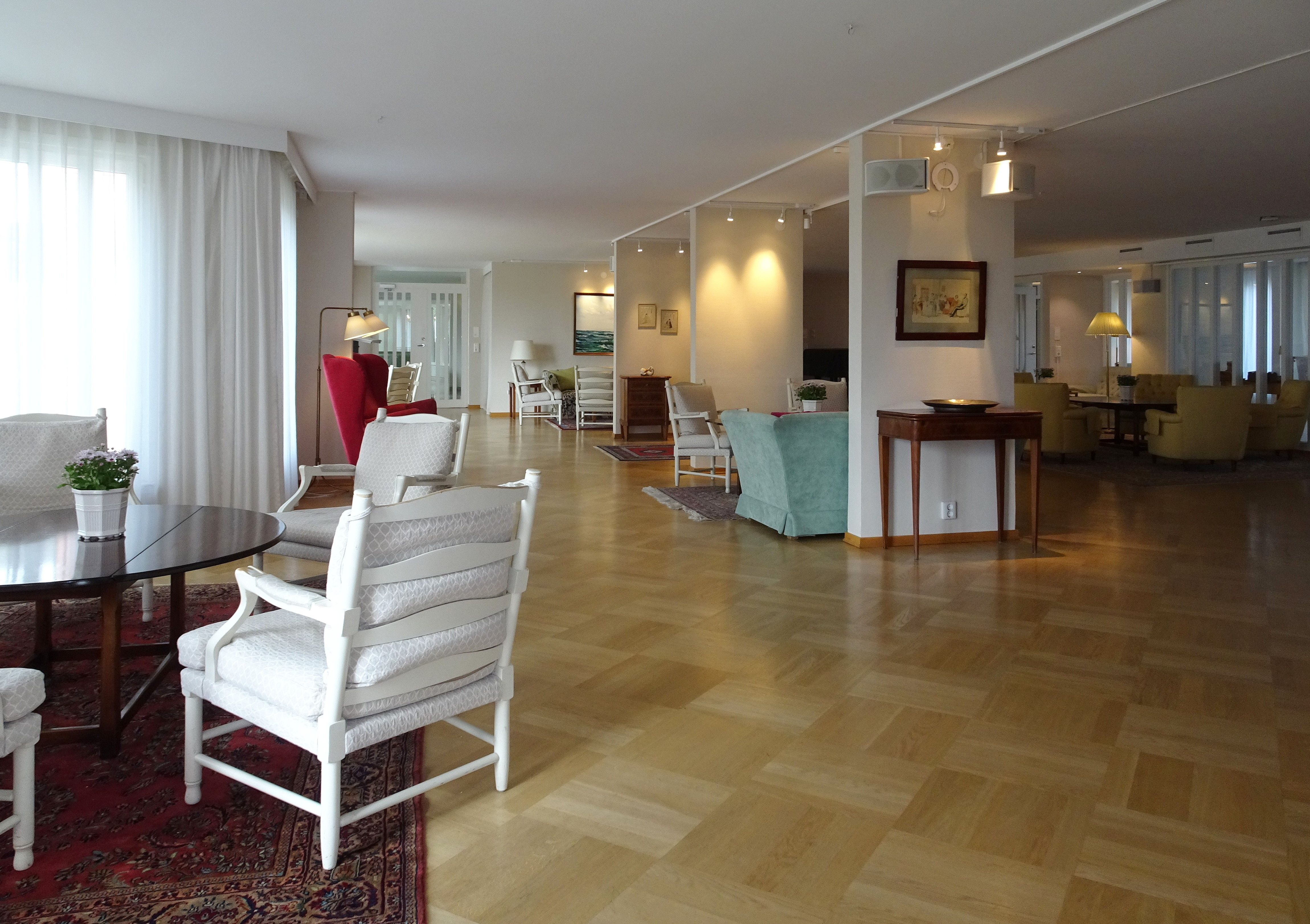
Sällskapsrum
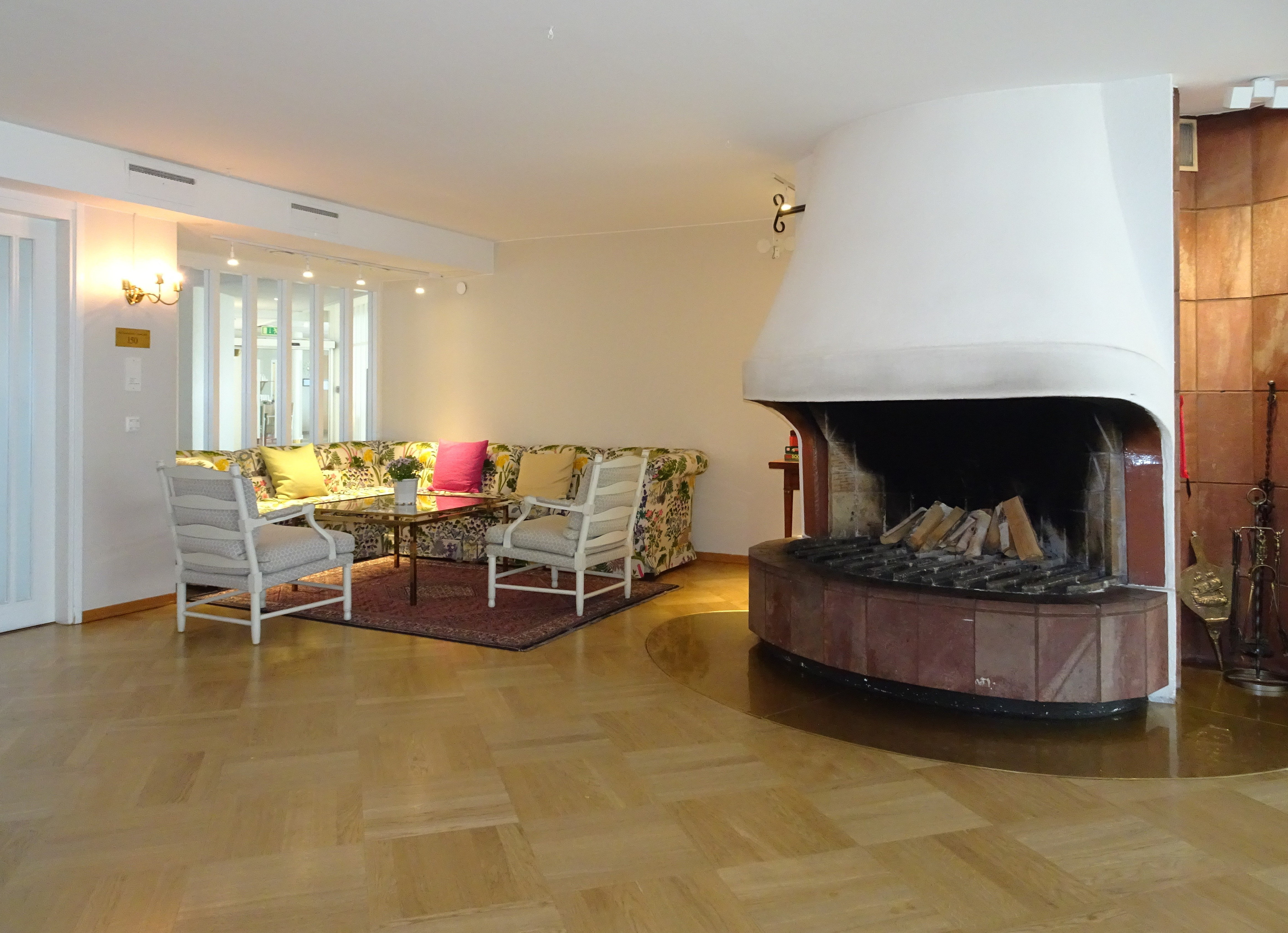
Sällskapsrum
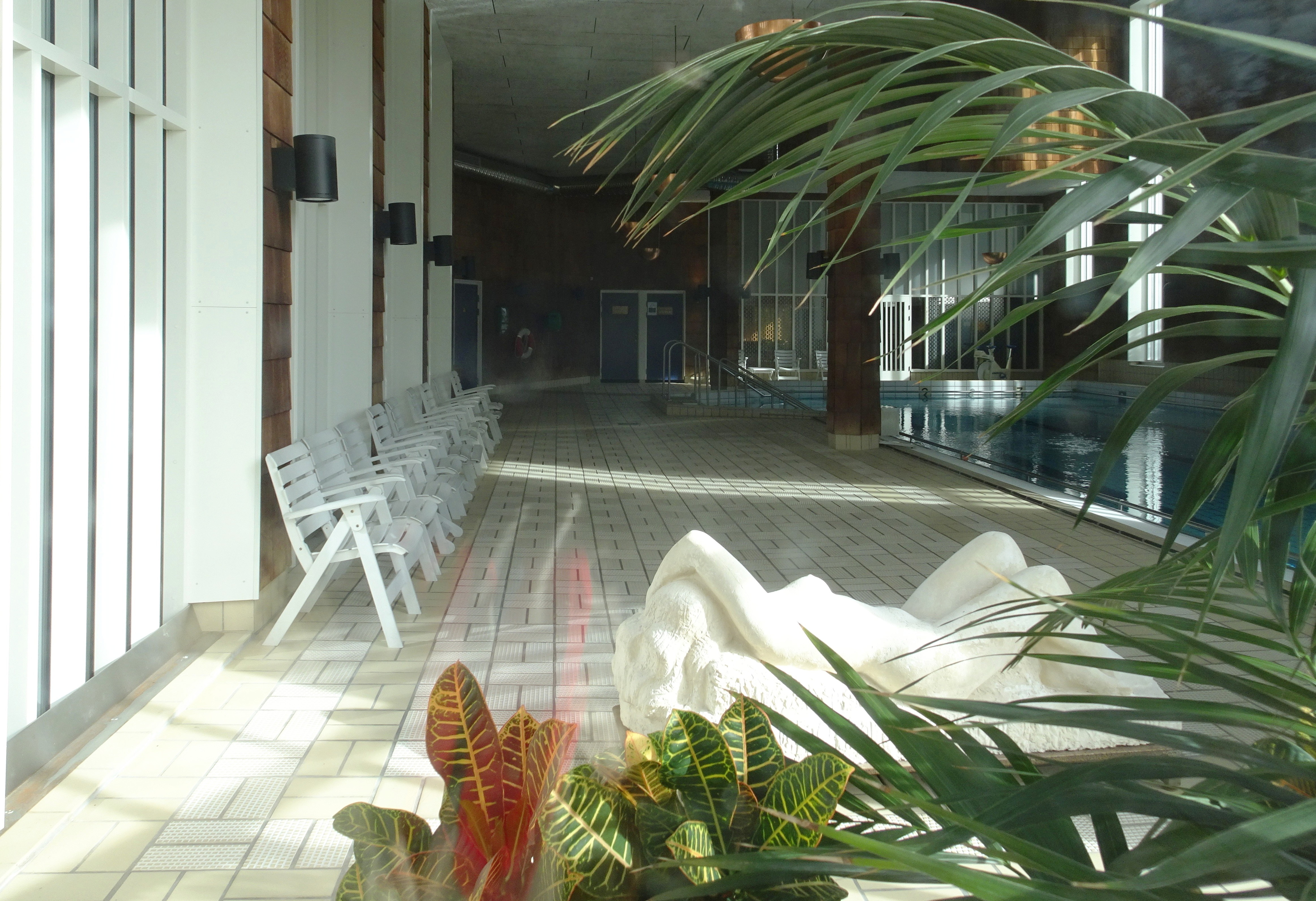
Inomhuspoolen